# Christian Dahlman

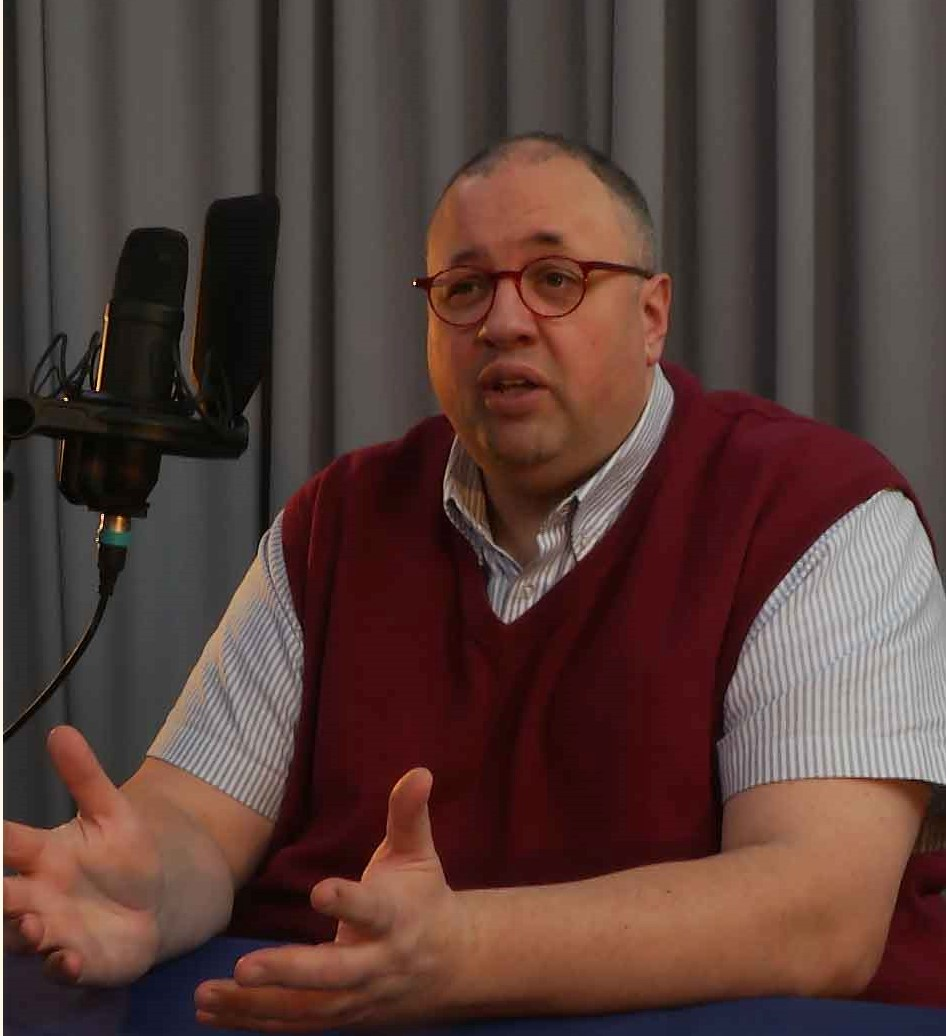

Christian Dahlman, född 3 maj 1970 i Göteborg, är en svensk professor i juridik som är verksam vid Lunds universitet som forskare och lärare. Hans expertområde är bevisvärdering i brottmål, och han har deltagit i den offentliga debatten om flera uppmärksammade rättsfall.

## Biografi
Dahlman tog juristexamen (jur kand) vid Lunds universitet 1994 och disputerade (jur dr) vid samma universitet 2000 på en avhandling om konkurrerande culpakriterier. Han fortsatte sin akademiska karriär vid Lunds universitet, där han blev docent 2004 och utnämndes till professor i allmän rättslära 2008. Han har därefter varit verksam som forskare vid universitet i Cambridge, parallellt med sin professur i Lund.
Dahlmans forskning handlar om bevisvärdering i brottmål och han leder en tvärvetenskaplig forskargrupp vid Lunds universitet (LEVIC – Law, Evidence and Cognition) med forskare i juridik, kognitiv psykologi, filosofi och matematisk statistik. Dahlmans forskning handlar bland annat om tankefel (kognitiv bias) som domare gör sig skyldiga till i sin bevisvärdering, framförallt tankefel om sannolikheter.
Som lärare i juridik vid Lunds universitet har Dahlman fått flera pedagogiska utmärkelser, bland annat Juridiska Föreningens pedagogiska pris (2003) och Studenternas pris för utmärkta lärarinsatser (2005).
Dahlman har deltagit i den offentliga debatten om flera uppmärksammade rättsfall, och bland annat skrivit på DN debatt om fallet Thomas Quick, och på SvD debatt om Palmemordet och misstankarna mot Stig Engström.
Dahlman är programledare i Lunds universitets podcast "Öppet fall" som handlar om uppmärksammade rättsfall.

## Utmärkelser, ledamotskap och priser
- Ledamot av Vetenskapssocieteten i Lund (LVSL, 2013)[5]